# Dalkarlsbergs herrgård
Dalkarlsbergs herrgård uppfördes på 1870-talet som bostad åt trafikchefen vid Vikern-Möckelns Järnväg. Senare har herrgården använts som bostad åt disponenten vid Dalkarlsbergs AB; bland dem kan Gustaf N.E. Bratt nämnas. Byggnaden har två våningar och är byggd i trä. Herrgården drevs under några år som konferensanläggning. Herrgården består av 14 rum.